# Carpio de Azaba
Carpio de Azaba is een gemeente in de Spaanse provincie Salamanca in de regio Castilië en León met een oppervlakte van 70,47 km². Carpio de Azaba telt 101 inwoners (1 januari 2016).

## Demografische ontwikkeling
Bron: INE, 1857-2011: volkstellingen